# Gammaldansarnas riksförbund
Gammaldansarnas riksförbund (GRF) är en sammanslutande organisation för gammaldansföreningarna i södra Sverige. 
Förbundet har varit indelat i följande regioner:
- Skåneringen
- Nordvästra Skåne
- Nordöstra Skåne
- Smålandsdistriktet
- Borås GDF